# Karolinaparakit
Karolinaparakit (Conuropsis carolinensis) är en utdöd fågel i familjen västpapegojor inom ordningen papegojfåglar.

## Utbredning och systematik
Karolinaparakiten placeras som enda art i släktet Conuropsis. Fågeln förekom tidigare i östra USA men är idag försvunnen och observerades senast 1918. Den delas in i två underarter med följande tidigare utbredning:
- Conuropsis carolinensis carolinensis – sydöstra USA
- Conuropsis carolinensis ludoviciana – sydcentrala USA

## Status
IUCN kategoriserar arten som utdöd.

## Bilder

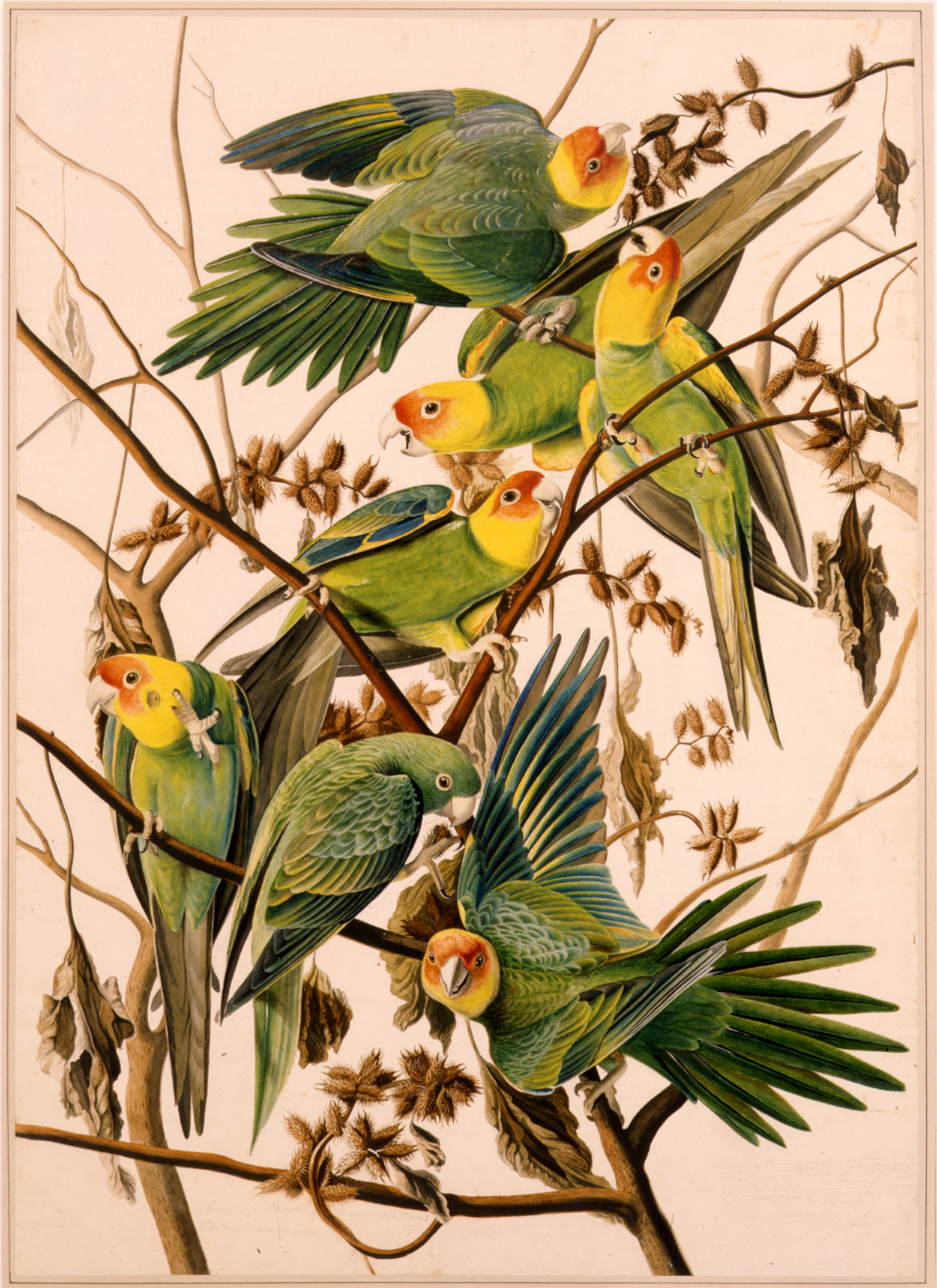
Illustration av John James Audubon.
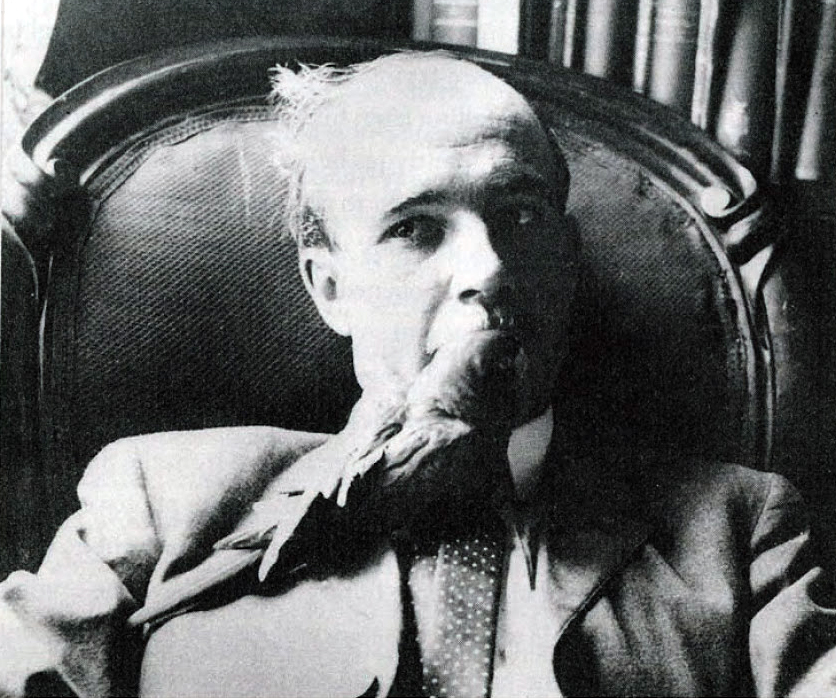
En av få bilder på en levande karolinaparakit.